# Bule de Utah

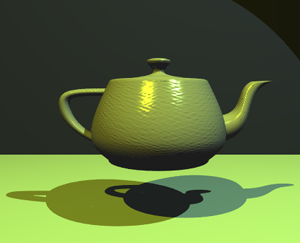
O bule de Utah

 O bule de Utah ou bule de Newell (em inglês Utah teapot ou Newell teapot) é um modelo de teste 3D que se tornou um objeto de referência padrão e uma piada interna na comunidade da computação gráfica. É um modelo matemático de um bule comum que parece sólido, cilíndrico e parcialmente convexo. Um bule de Utah é considerado o equivalente a um programa "Olá Mundo", como uma maneira de criar facilmente uma cena em 3D com um modelo um tanto complexo, funcionando como uma referência básica de geometria para configuração de cena e luz. Algumas bibliotecas de programação, como a OpenGL Utility Toolkit incluem funcionalidades dedicadas ao desenho de bules.
O modelo do bule foi criado em 1975 pelo pesquisador de computação gráfica Martin Newell, membro do programa gráfico pioneiro da Universidade de Utah.